# ThinkPad 220
ThinkPad220（シンクパッド - ）は、1993年にIBMから発売されたノートパソコン、ThinkPadシリーズの一つである。 当時としては画期的な小型サイズで、サブノートというジャンルの草分けとなった。

## 概要
ThinkPad220は、ノート型のパーソナルコンピュータのひとつで、CPUはIntel386SL 16MHz、モノクロの640X480ドット液晶ディスプレイに80MBのハードディスクドライブを標準装備していた。これは、この時代においても標準を下回るスペックであったが、A5ファイルサイズ、重さ1kgは、当時の一般的なノートパソコンの半分に近かった。また、フロッピーディスクドライブは外付けであったが標準装備しており、さらにRS-232Cポート（シリアルポート）、プリンターポート（パラレルポート）、外部マウス/キーボードコネクタを標準サイズで持っていた。メモリは標準で2Mバイト、ライオスシステム製4MB増設メモリにより6Mバイトまで増設可能であった。また、サードパーティー製8MB増設メモリにより10Mバイトまで増設可能であった。
省電力化のために、バックライトを消しても視認できる半反射式液晶ディスプレイや、当時としても低スペックなCPUが採用されており、乾電池駆動が可能であったが、カタログ上は単3型6本で8時間持つとされていたものの、実際にはその半分以下であった。また、ライオスシステムよりNi-Cd充電池が発売された。
製品には活用法がビデオテープで付属しており、これも当時としては珍しいことであった。

## 構成

### キーボード・ポインティングデバイス
キーボードはコンパクトサイズながらIBM標準配列で、トラックボールを左上に装備していた。本体は全体がつや消しの黒の中で、この赤いトラックボールだけが目立ちチャームポイントになってもいた。クリックボタンはキーボードの右上についており、これは本体を両手で持ち上げて操作することを想定した配置である。

### PCカード
PCカードスロットが一基装備（PCカードタイプI、タイプII）されていたが、カードを裏返しにして挿す特殊な仕様であった。スロット位置が底面ギリギリなため、本来上面になる側に突起がある形状のPCカードを挿入してデスク上で使う場合には、適当なスペーサーを置いて本体を浮かせる必要があった。当時はPCカードスロットの規格そのものが開発途上にあったこともあり、使い勝手はよくなかった。

### ソフトウェア
本体に付属したソフトウェアは「IBM DOS バージョン5.0/V」と「Note Menu」で、起動すれば自動的に Note Menu が立ち上がるようになっていた。これには簡単なPIMや設定、それにその他のアプリケーションソフトを登録して起動する機能があった。別売のWindows 3.1や一太郎 Ver.5 DOS/V版などを動作させるためには、上記増設メモリが必要であった。

## 開発経緯、ユーザーの評価と影響

### 開発経緯
パソコンはダイナブックという構想があったように、当初から持ち歩くことを前提として考えられていた面がある。しかし、当時のラップトップやノートパソコンは、とても持ち歩けるようなものではなく、その重量から時にはニークラッシャーなどと呼ばれていた。電子手帳など類似商品はあったものの、それらはみな独自の規格によるものであり、パソコンとは全く異なるものであった。
日本IBMでは、PS/55noteで日本国内市場に参入した直後から、この製品につながる企画が始まった。VHSビデオテープサイズを想定し、最初に作られた試作品は重量500gを切るものであり、「モノリス」の名で伝説的に伝えられている。しかし、社内での評価は、これではほとんどの人には使えないというものであり、製品化の段階では一回り大きいものとなった。
当初は5550台限定のモニター販売の予定であったが、すぐに売り切れたことから増産され、最終的には2万台程度が売れたとされる。この後、各社からこれに近いサイズの製品が相次いで発売され、サブノートというジャンルが確立した。また、モービルコンピューティング（当時はこう呼ぶ方が多かった）の流れを大きく促す原動力ともなった。

### ユーザーの評価と影響
220に対するユーザーの評価は大きく二つに分かれた。一つはこれでもまだ大きいという声。他方は、もう少し大きくてもよいから、カラー液晶で、もっと早いCPUで、ハードディスク容量も大きく、Windowsが実用的速度で動くものがほしいという意見。ユーザーからの声は後者の方がはるかに多かった。これは、オフィスや自宅の別なくいつでもどこでも仕事に使えるものであってほしい、ということであり、「マニアの玩具」としてよりも、「ビジネスツール」としての期待が大きかったわけである。
この結果、日本IBMの次期製品ThinkPad 230Csは一回り大きくなり、カラー液晶が搭載された。他社もそれに習い、サブノートというジャンルは、おおよそ重量にして1-2kgと言われるようになった。より小さなものを望むユーザーの一部はHP100LX/HP200LXなどへ向かったが、日本IBMもこの方向をあきらめた訳ではなく、モノリスのコンセプトは後にPalm Top PC 110として結実する。ちなみに、230Cs発売時に、日本IBMから、「アンケートの結果から、とりあえず『大きい方』から出す。『小さい方』を捨てた訳ではない」とのコメントが出されたという。
また220は、ユーザーの勝手連的な活動が派手に見られた製品としても最初のものである。容量の小さいハードディスクを如何に使うか、あるいは稼働時間の短い電池をどう使えば長持ちするか、どの電池が長持ちするか、CPUのクロックアップはどうすべきか、というような活用ノウハウがあちこちで追求され、情報の交流が行われた。その成果は書籍という形で結実した。

## バリエーション
2432-SJ8
PC DOS J5.0/Vモデル。メモリ2MB。標準価格 248,000円(モニター価格は198,000円)